# Moravsko-franské války (871–874)
Moravsko-franské války byl konflikt mezi Východofranskou říší a Velkomoravskou říší, který započal roku 871 a trval do roku 874.

## Příčina konfliktu a průběh
Roku 870 vydal Svatopluk (tehdy ještě nitranský údělník) svého strýce Rostislava do zajetí Východofranské říši. Moravská část byla obsazena a správci byla ustanovena markrabata Wilhelm a Engilšalk. Ale o rok později (872) jej Frankové zajali také a zbytek moravského státu (Nitranské knížectví) obsadili také. To však vyvolalo odpor moravského lidu. Moravané si zvolili za svého vůdce jistého Slavomíra (patrně Mojmírovce). Pod Slavomírovým vedením byly vojenské posádky Východofranské říše vypuzeny ze státu a Slavomír se stal velkomoravským knížetem. Karloman Východofranský pak propustil zajatého Svatopluka s tím, že dobude moravský stát. Svatopluk se však přidal na stranu moravského státu a východofranské vojsko bylo rozdrceno. Pro další období byla moravskými vazaly česká knížata (mezi nimi i první vzpomínaný Přemyslovec Bořivoj). Později Karloman znovu zaútočil na moravský stát, ale byl poražen. Zaútočil i na jeho vazaly Čechy, zde v bitvě u Vltavy vyhrál, ale Čechové se stáhli do hradišť, na která si Frankové netroufli. Na míru, který byl sjednán, byla uznána nezávislost Velkomoravské říše.